# Bituminaria bituminosa
A Bituminaria bituminosa, comummente conhecida como trevo-bituminoso, é uma espécie de planta com flor pertencente à família das Fabáceas e ao tipo fisionómico dos caméfitos.

## Nomes comuns
Dá ainda pelos seguintes nomes comuns: erva-da-baganha e fedegoso (não confundir com a espécie, Chenopodium album que consigo partilha o mesmo nome comum).

## Taxonomia
A autoridade científica da espécie é (L.) C.H.Stirt., tendo sido publicada em Bothalia 13(3–4): 318. 1981.

## Descrição
É uma erva perene que pode atingir 1,50 metros de altura, de folhas compostas trifoliadas, corola papilionácea de cor branca com o estandarte azul ou por vezes algo rosado, e que floresce na Primavera e no Verão.

## Distribuição
É uma espécie nativa da região mediterrânica, Caúcaso, Madeira e Canárias.

### Portugal
Trata-se de uma espécie presente no território português, nomeadamente em Portugal Continental e no Arquipélago da Madeira. Mais concretamente, do que toca a Portugal Continental, é natural de todas as zonas do território, salvo das do Nordeste, do Centro-oeste arenoso e das ilhas Berlengas.
Em termos de naturalidade é nativa das duas regiões atrás indicadas.

### Ecologia
Trata-se de uma planta rupícola e ruderal, que mostra preferências por solos bem azotados, secos, pedregosos e básicos. Pode encontrar-se nas cercanias de arribas litorais, nas orlas  de estradas e caminhos, em taludes, em baldios urbanos, bem como nas clareiras de matos, em fendas de fragas e penedos e mesmo em prados.

## Protecção
Não se encontra protegida por legislação portuguesa ou da Comunidade Europeia.